# Корейський стандартний час
Корейський стандартний час (ханг.: 한국 표준시, ханча: 韓國標準時; англ. Korea Standard Time, скор. KST) — стандартний часовий пояс, що на дев'ять годин випереджає всесвітній координований час, та діє на території обох корейських держав: Республіки Корея та КНДР. Різниця міста Сеул з українським часом становить +6 годин влітку, та +7 годин (жовтень–березнь).
Наприклад, коли по UTC опівніч (00:00), за корейським стандартним корейським часом 9 година ранку (09:00). Літній час не використовується, тож протягом року діє однакове зміщення від UTC.
Корейський стандартний час відповідає японському стандартному часу, східноіндонезійскому стандартному часу і (з 26 жовтня 2014 р.) якутскому часу.